# Medicago secundiflora
Medicago secundiflora là một loài thực vật có hoa trong họ Đậu. Loài này được Durieu miêu tả khoa học đầu tiên.

## Hình ảnh

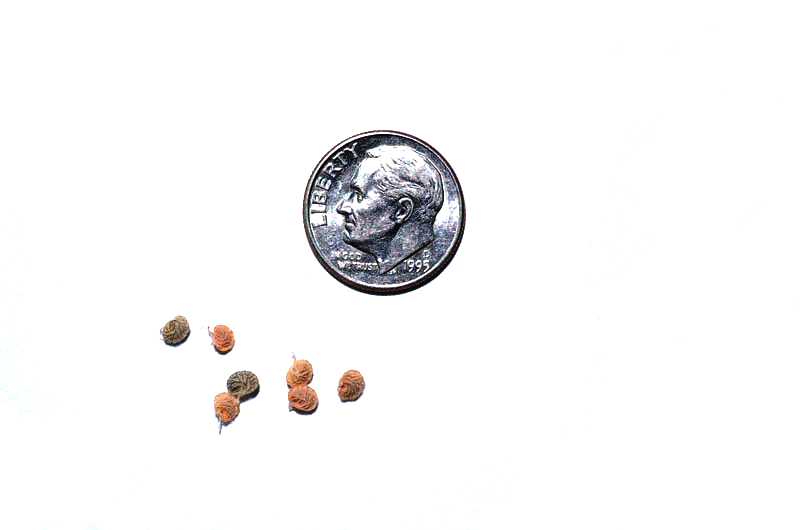